# James Brown
James Joseph Brown Jr. (3. května 1933 Barnwell, Jižní Karolína – 25. prosince 2006 Atlanta, Georgie), byl americký zpěvák, hudební skladatel a vydavatel. Měl zásadní vliv na vývoj soulové a funkové hudby, jeho skladby také výrazně ovlivnily zvuk hip hopu a později i sampl. Byl také přezdívaný Mr. Please Please Please, Mr. Dynamite, nejčastěji však The Godfather of Soul.

## Životopis

### Začátky
Hudební kariéru započal na počátku 50. let v gospelové skupině The Gospel Starlighters. Později se připojil ke skupině The Avons, kterou vedl Bobby Byrd, a která se po jeho příchodu začala víc a víc přiklánět k rhythm and blues. Kapela se následně přejmenovává na The Famous Flames.
Následovalo turné po klubech na jihu USA, hráli například v Cotton Clubu nebo ve Victory grillu, což jsou místa známá pro Afroameričany z dob, kdy ještě nemohli hrát v „normálních“ klubech. Začínaly tu i známé osobnosti jako je Duke Ellington, Ray Charles nebo Gladys Knight.

### První úspěchy
V roce 1956 vydal James Brown s The Famous Flames svůj první singl Please, Please, Please, který sice propadl v americké Pop100, ale na druhou stranu se ho stejně prodalo přes milion kusů. Teprve až v roce 1958 Brown uspěl se singlem Try Me, který se dostal na vrchol R&B žebříčku a dokonce se umístil i v Pop100. Pomalu ale jistě se James dostával do popředí skupiny, napsal nebo byl minimálně spoluautorem každé jejich další písně. A tak se nakonec The Famous Flames stali pouze jeho doprovodným bandem.
V následující době se Brown nechával hodně inspirovat gospelem a takovými hudebníky jako jsou Ray Charles a Little Richard. Jeho hudba začala být ještě víc rytmická, dávala důraz na kvalitní vokály, začínal se utvářet funk. I když se Jamesovy singly držely v hitparádách, pořád se ještě nestal celostátně uznávaným umělcem. To se mělo změnit s vydáním Live at the Apollo (1963). Po spolupráci s Allem Tousaintem v New Orleans, se Brown ještě víc zaměřil na dechovou sekci a s následujícími singly Papa's Got A Brand New Bag a hlavně I Got You (I Feel Good), se dostal na opravdový vrchol. Dodnes jsou tyto hity považovány za „poznávací znamení“ jeho tvorby.
Ke konci šedesátých let se v Brownově kapele objevují noví hráči. Jazzmani Lewis Hamlin, Alfred „Pee Wee“ Ellis a zejména vynikající saxofonista Maceo Parker a neméně skvělý pozounista Fred Wesley. Brownův styl zpěvu měl také veliký vliv na techniku rapu, který jde dohromady s hip hopovou kulturou. Brown je patrně nejčastěji samplovaným umělcem všech dob. Ovlivnil spoustu umělců té doby, jako např. Sly and The Family Stone, soulového Edwina Starra a také Michaela Jacksona, který Jamesův styl zpěvu a tanec přinesl do popového mainstreamu. (Michael byl tehdy lídrem The Jackson 5, kteří vydávali na Motownu). Nelze také opomenout, že se Brown díky svým textům (např. Say It Loud – I'm Black, I'm Proud) a politickým postojům stal symbolem pro černošskou komunitu v USA.
V sedmdesátých letech chtěli James Brown a Bobby Byrd skupinu posunout trochu jiným směrem (future funk) a zformovali nový band, ve kterém byl Fred Wesley (nikdo by dechařům lepší aranže neudělal), Phelbs Catfish Collins a jeho bratr Bootsy Collins. Tato Brownovu skupinu je známa pod jménem The JB's. S nimi nahrál další svůj hit Sex Machine. I když skupina prošla v průběhu let mnoha personálními změnami, JB's patří dodnes k Brownovým nejznámějším bandům. V roce 1971 začíná Brown vydávat svoji práci pod Polydor Records, úspěch přišel hned při vydání jeho prvního singlu pod tímto labelem, Hot Pants, který se okamžitě vyhoupl na první místo R&B žebříčku. K Brownovi se přihlásil Miles Davis a označil ho za svůj vzor a největší zdroj inspirace. Brown se také začal podílet na tvorbě filmů jako je The Black Caesar (1973).
Polovina sedmdesátých let nebyla pro Browna nejšťastnějším obdobím. Řada jeho muzikantů (např. Bootsy Collins, Maceo Parker) se rozhodla postavit na vlastní nohy a zakládali si vlastní kapely. Brown se nechával více ovlivňovat disco music (LP The Original Disco Man). Z tohoto období pochází další veliký hit It's Too Funky in Here.
V 80. letech se Brown objevil i jako herec v několika filmech: např. Rocky IV, Doktor Detroit a dokonce si zahrál v kultovním seriálu Miami Vice. Co se hudby týká, začal spolupracovat s hip-hopovou legendou Afrika Bambaataa (singl Unity).

## Na sklonku života
Údajně měl mlátit svoji již čtvrtou ženu, porušovat dopravní předpisy, dokonce byl i několikrát odsouzen do vězení.[zdroj⁠?!] Jeho osoba byla konfrontována také s drogami, za které byl také několikrát odsouzen.
V roce 1993 Brown vydal CD The Universal James, na kterém najdeme hity Can't Get Any Harder, How Long a Georgia-Line. Brown se také účastnil koncertu Live8 (2005), kde si zazpíval duet s Willem Youngem, natočil další duet a to s britskou popovou hvězdou Joss Stone.
V září 2004 také vystoupil v České republice.
Má hvězdu na Hollywoodském chodníku slávy.

## Diskografie

### Alba
- 1956 Please Please Please
- 1959 Try Me!
- 1960 Think
- 1961 James Browns Presents His Band
- 1961 The Amazing James Brown
- 1961 Night Train
- 1962 Shout & Shimmy
- 1962 Tours the U.S.A.
- 1962 Jump Around
- 1963 Live at the Apollo (1963)
- 1963 Prisoner of Love
- 1964 Pure Dynamite! Live at the Royal
- 1964 Showtime
- 1964 Out of Sight
- 1965: Grits & Soul
- 1965: Papa’s Got a Brand New Bag
- 1965: James Brown Plays James Brown
- 1966: I Got You (I Feel Good)
- 1966: James Brown Plays New Breed
- 1966: It’s a Man’s Man’s Man’s World
- 1966: Handful of Soul
- 1966: Mighty Instrumentals
- 1966: James Brown Sings Christmas Songs
- 1967: Sings Raw Soul
- 1967: Live at the Garden
- 1967: James Brown Plays the Real Thing
- 1967: Cold Sweat
- 1968: I Can’t Stand Myself When You Touch Me
- 1968: I Got the Feelin'
- 1968: James Brown Plays Nothing But Soul
- 1968: Live at the Apollo [1968]
- 1968: James Brown Sings out of Sight
- 1968: James Brown Presents His Show of Tomorrow